# 8743 Kèneke
8743 Kèneke eller 1998 EH12 är en asteroid i huvudbältet som upptäcktes den 1 mars 1998 av den belgiske astronomen Eric W. Elst vid La Silla-observatoriet. Den är uppkallad efter det flamländska ordet Kèneke, vilket betyder litet barn.
Den tillhör asteroidgruppen Hilda.